# 王沪宁
王沪宁（1955年10月6日—），山东莱州人，生于上海，中华人民共和国政治人物、正国级领导，中国共产党主要领导人之一，现任中共中央政治局常委，全国政协主席、党组书记，中央全面深化改革委员会副主任、办公室主任、中国和平统一促进会会长。曾于2002年至2020年间任中央政策研究室主任长达18年。
王沪宁曾于2002年至2020年间担任中共中央政策研究室主任，是江泽民、胡锦涛、习近平连续3任中共中央总书记主要撰稿人。学术界出身，复旦大学国际政治专业法学硕士，曾任中国政治学会理事、副秘书长，复旦大学法学院院长、国际政治系教授、博士生导师，1990年代以来首要政治理论家。1977年2月参加工作，1984年4月加入中国共产党，是中共第十六至二十届中央委员，第十八至二十届中央政治局委员，第十九届、二十届中央政治局常委，第十七、十九届中央书记处书记。

## 生平

### 早年经历
王沪宁1955年10月6日出生于上海，籍贯山东省掖县（今山东省莱州市）。1971年，16岁的王沪宁初中毕业，由于体弱多病，未上山下乡，留在家里继续自学。1972年夏，做了短暂学徒工之后，王沪宁被作为“工农兵学员”推荐到上海师范大学（今华东师范大学）干校外语培训班学习法语。1977年任上海出版局干部，在上海社会科学院从事研究工作。1978年参加全国研究生招生考试，由于成绩优异被直接录取为复旦大学国际政治系硕士研究生，1981年获得法学硕士学位。1984年4月，加入中国共产党，成为时任复旦大学政治学教研室主任王邦佐培养的对象。
毕业后，王沪宁留校任教，历任复旦大学国际政治系教师、副教授、教授，1988年，在美国爱荷华大学政治科学系、加州大學伯克利分校政治科学系做访问学者半年。1989年任国际政治系主任，1994年任复旦大学法学院院长。
王沪宁在20世纪80年代就已经是学术界的知名青年学者，成为当时《半月谈》等时事杂志的封面人物，受到当时中共上海市委宣传部负责人的关注，曾经参与了从中共十三大以来的中共重要理论文献的起草工作。1993年，王沪宁以复旦大学辩论队顾问身份，参加“国际大专辩论会”夺冠而成名。

### 进入中央

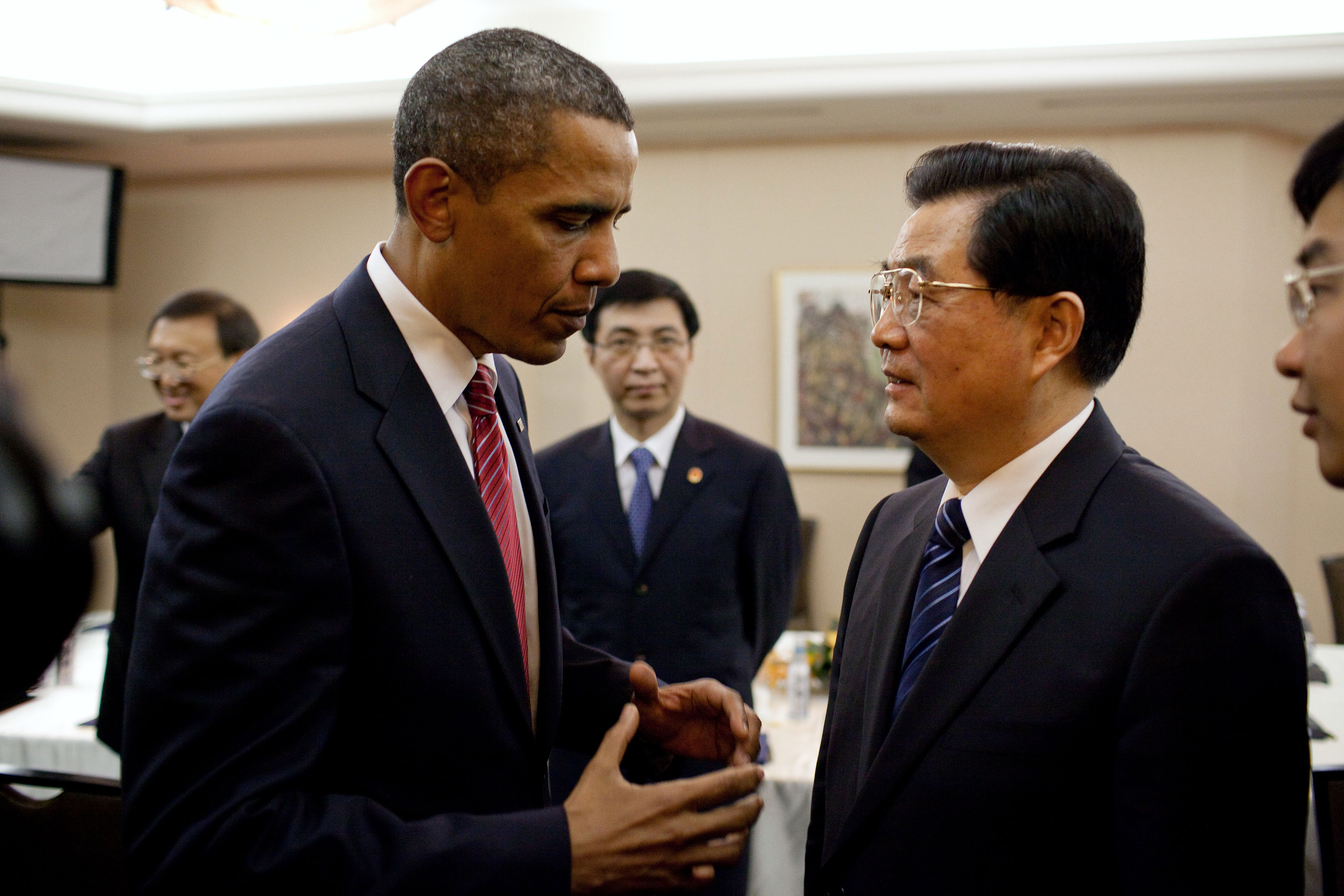
2010年6月26日，胡锦涛与奥巴马在G20多伦多峰会上交谈。二人中间即王沪宁。

1995年4月，在时任国务院副总理吴邦国、时任中共中央办公厅主任曾庆红的力荐下，由时任中共中央总书记江泽民提拔进京，以“特别助理”身份出任中共中央政策研究室政治组组长。1998年4月，任中央政策研究室副主任。最後於2002年10月接替滕文生出任中央政策研究室主任，并在中共十六大上当选为中共中央委员。
作为主要策劃者，王沪宁直接参与、起草了江泽民“三个代表”重要思想、胡锦涛“科学发展观”以及习近平“新时代中国特色社会主义思想”等重大政治理論与思想，辅佐了三代总书记，是中共高层的重要理论智囊。
2007年10月22日，在中共十七届一中全会上，52岁的王沪宁当选中共中央书记处书记，成为党和国家领导人。他是继邓力群之后，又一位理论界人士担任中央书记处书记职务。2012年11月15日，在中共十八届一中全会上，当选为中共中央政治局委员。在第十八届中央委员会期间，王沪宁作为中共中央政策研究室主任，和中共中央办公厅主任栗战书一道，陪同中共中央总书记习近平出席了所有内外活动。2014年1月，中央全面深化改革领导小组成立后，王沪宁再兼任中央改革办主任，其政治分量日益增长。

### 中央政治局常委
2017年10月25日，62岁的王沪宁在中共十九届一中全会上当选为中共中央政治局常委（排名第五）和中央书记处书记（排名第一），成为自陈伯达之后第一个进入中央政治局常委会的理论界人士，11月17日又接替退休的刘云山出任中央精神文明建设指导委员会主任，主管党务和全国意识形态工作，继续担任中央全面深化改革领导小组办公室主任。并兼任中央全面依法治国委员会副主任、中央宣传思想工作领导小组组长、中央党的建设工作领导小组组长、中央机构编制委员会副主任、中央网络安全和信息化委员会副主任、中央财经委员会成员、中央军民融合发展委员会副主任、党和国家功勋荣誉表彰工作委员会主任。2019年5月，中共开展“不忘初心、牢记使命”主题教育，王沪宁出任主题教育领导小组组长。王沪宁还负责组织了庆祝中华人民共和国成立70周年活动。
2020年1月，新型冠狀病毒肺炎在全国各地蔓延，王沪宁担任中央应对新型冠状病毒感染肺炎疫情工作领导小组副组长，同组长、国务院总理李克强一道领导抗疫工作。3月10日，陪同中共中央总书记习近平视察武汉疫区。10月卸任中共中央政策研究室主任一职，由江金权接任，在位期間長達18年，是任期最長的中央政策研究室主任。
与许多同僚不同，王沪宁在党内升迁之路上基本没有累积多少治理经验。在习近平执政期间，王沪宁在政策制定方面扮演了核心角色。他曾在控制广大社会部门的委员会中担任领导职务，包括宣传、教育、网络安全和法律改革。
2022年10月23日，67岁的王沪宁在中共二十届一中全会上再次当选中共中央政治局常委，党内排名由第五上升至第四。
2023年1月17日，王沪宁当选第十四届全国政协委员。3月，正式接替汪洋出任全国政协主席，在党内分管统战、宗教、民族、新疆、西藏事务并协助分管对台事务。
在2024年2月22日至23日對台工作會議上，王滬寧表示，要以習近平新時代中國特色社會主義思想為指導，全面貫徹落實黨的二十大和二十屆二中全會精神，堅決貫徹落實新時代黨解決台灣問題的總體方略和黨中央對台工作決策部署，堅定不移推進祖國統一大業。

## 学术履历
1978-1981年 复旦大学国际政治系国际政治专业硕士研究生，法学硕士
1981-1986年 复旦大学国际政治系讲师
1986-1988年 复旦大学国际政治系副教授
1988-1989年 复旦大学国际政治系教授
1989-1994年 复旦大学国际政治系主任、教授
1994-1995年 复旦大学法学院院长、教授

## 家庭

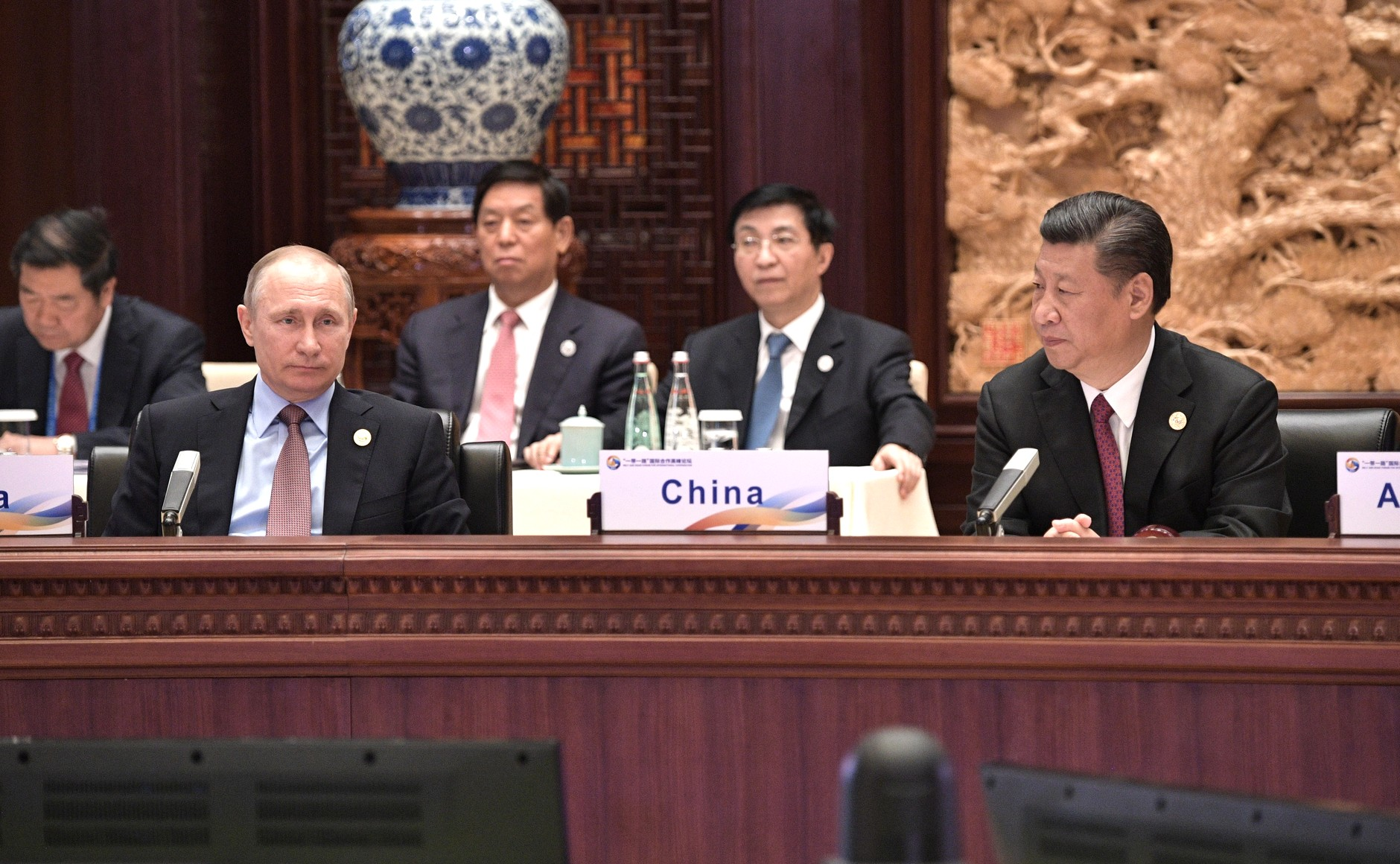
2017年5月14日，习近平同俄罗斯总统普京出席一带一路国际合作高峰论坛。二人身后为王沪宁和栗战书。

- 王沪宁的第一任妻子与政治和学术没有什么关系，与王沪宁也没有什么共同语言。是文革时王沪宁在上大学前结婚的，外界不知道她的名字。
- 第2任前妻周琪（1952年11月－）：北京市人，国际关系专家；1980年2月毕业于上海复旦大学国际政治系，1980年3至8月在《太原报》报社工作，1980年9月至1983年7月在复旦大学国际政治系学习，获硕士学位，1986年11月至1988年1月在美国約翰·霍普金斯大學高级国际研究院学习，1990年1月至1991年9月在美国哈佛大学做访问学者。现任研究室副主任，英国研究会理事，上海欧洲学会理事。周琪與王滬寧為復旦校友，畢業後雙雙留校任教結婚。1994年5月周琪因調往北京市的中國社会科学院美國研究所工作而離開上海與王滬寧分居一年聚少離多感情趨淡。1995年王滬寧也調往北京，出任中共中央政策研究室政治组组长；夫婦於1996年離婚。
- 第3任前妻肖佳灵（1966年4月－）：湖南省人，复旦大学法学博士，现为复旦大学国际关系与公共事务学院副教授，上海市国际关系学会会员，复旦大学日本研究中心特聘研究员。于复旦大学国际政治系国际关系专业完成本科、硕士、博士教育，1997年5月获得法学博士学位。王滬寧是肖佳靈當時的博士指導導師。1999年到2001年在日本东京大学法学部从事博士后研究。美国耶鲁大学、法国巴黎政治学院访问学者。肖佳靈1998年與王滬寧結婚，但是婚後肖佳靈仍居上海，王滬寧居北京中南海，因为異地聚少離多而離婚。
- 第4任妻子（1985年－）：山東省青島市人，2014年5月與王滬寧結婚，婚後深居簡出，當了全職夫人。

## 主要著作
- 《比较政治分析》
- 《政治的逻辑──马克思主义政治学原理》
- 《美国反对美国》
- 《政治的人生》
- 《新政治学概要》
- 《当代西方政治学分析》
- 《狮城舌战》

## 评价
作为中共中央总书记习近平长期以来的幕僚和助理，王沪宁一直被一些媒体类比为中国大陆的亨利·基辛格。
纽约城市大学政治学教授夏明在其所著《红太阳帝国——中共最后的分赃》一书中点评王沪宁的思想轨迹和逻辑思维的自相矛盾：迷信“马克思主义绝对真理”，却又相信“政治生态学的相对主义”；用西方的马克思主义定理，去否定西方的普世价值，为“中国发展道路”制造所谓东方“合理性”。
旅美政论作家陈破空认为“习近平的马克思主义，实际就是王沪宁的马克思主义；所谓习近平思想，其实就是王沪宁思想”。
新西兰汉学家白杰明说，这些构想“帮助并怂恿习近平认为，他有理由继续掌权”“他促成了习近平在未来二三十年对党的统治。”

## 轶事
- 美国国会在2021年1月6日遭受冲击事件，事件引发全球关注。受此事件影响，一本据称已经绝版的旧书《美国反对美国》深受追捧，这本书的作者即是王沪宁。王沪宁在书中认为美国过分的“个人主义、享乐主义、民主主义”最终会引起裂痕并削弱其竞争力，王沪宁还在书中还提及日本，当时世界普遍认为日本是美国最大的经济竞争对手。王沪宁在书中表示，日本的强大是建立在“集体主义、忘我主义和权威主义”之上。[30]该书在旧书市场的价格被热炒至16666元人民币，相当于1991年出版时5元标价的3000多倍。目前在市场上已完全匿迹绝版，只能在省级图书馆借阅到。
- 路透社报道称，一位与任政研室主任时的王沪宁会过面的人评价王沪宁给人的印象是学者，但脾气暴躁。他回忆起王沪宁如何责备一名工作人员长达几分钟，因为工作人员没有带来王沪宁喜欢的钢笔[31]。